# Visconde de Barbacena (Brasil)

Armas dos viscondes de Barbacena, as mesmas das famílias Brant (modificadas), Oliveira, Horta e Caldeira.

Visconde de Barbacena foi um título nobiliárquico instituído pelo imperador D. Pedro I do Brasil, por decreto de 12 de outubro de 1825, a favor de Felisberto Caldeira Brant Pontes de Oliveira Horta.
Titulares
1. Felisberto Caldeira Brant Pontes de Oliveira Horta (1772—1842) – também marquês de Barbacena;
2. Felisberto Caldeira Brant Pontes (1802—1906) – filho do anterior.